# ATP de Queen's de 2013
O AEGON Championships de 2013 foi um torneio da ATP disputado em quadras de grama na cidade de Londres, no Reino Unido. Esta foi a 110ª edição do evento e foi realizado no Clube da Rainha. 

## Distribuição de pontos
| Evento  | V   | F   | SF | QF | Terceira rodada | Segunda rodada | Primeira rodada | Q | Q3 | Q2 | Q1 |
| Simples | 250 | 150 | 90 | 45 | 20              | 10             | 0               | 5 | 3  | 0  | 0  |
| Duplas  | 250 | 150 | 90 | 45 | 20              | 0              | —               | — | —  | —  | —  |

## Chave de simples

### Cabeças de chave
| País | Jogador               | Rank1 | Cabeça |
| ---- | --------------------- | ----- | ------ |
| GBR  | Andy Murray           | 2     | 1      |
| CZE  | Tomáš Berdych         | 6     | 2      |
| ARG  | Juan Martín del Potro | 7     | 3      |
| FRA  | Jo-Wilfried Tsonga    | 8     | 4      |
| CRO  | Marin Čilić           | 11    | 5      |
| USA  | Sam Querrey           | 20    | 6      |
| UKR  | Alexandr Dolgopolov   | 24    | 7      |
| RSA  | Kevin Anderson        | 25    | 8      |
| FRA  | Benoît Paire          | 26    | 9      |
| BUL  | Grigor Dimitrov       | 28    | 10     |
| FRA  | Julien Benneteau      | 32    | 11     |
| CZE  | Lukáš Rosol           | 36    | 12     |
| FIN  | Jarkko Nieminen       | 38    | 13     |
| UZB  | Denis Istomin         | 42    | 14     |
| ESP  | Pablo Andújar         | 45    | 15     |
| SLO  | Grega Žemlja          | 50    | 16     |

- 1 Rankings como em 27 de maio de 2013

### Outros participantes
Os seguintes jogadores receberam convites para a chave de simples:
- Edward Corrie
- Alexandr Dolgopolov
- Dan Evans
- Kyle Edmund
- James Ward

Os seguintes jogadores entraram na chave de simples através do qualificatório:
- Jamie Baker
- Ilija Bozoljac
- Samuel Groth
- Feliciano López

Os seguintes jogadores entraram na chave principal como lucky losers:
- Rohan Bopanna
- Frederik Nielsen

### Desistências
Antes do torneio
- Kevin Anderson (lesão no ombro)
- Brian Baker
- Simone Bolelli
- Rogério Dutra Silva (lesão no tornozelo)
- Mardy Fish
- Robin Haase
- Lukáš Lacko
- Lu Yen-hsun
- Gilles Müller
- Dmitry Tursunov

Durante o torneio
- Michaël Llodra (lesão no tendão do jarrete)

## Chave de duplas

### Cabeças de chave
| País | Jogador          | País | Jogador          | Rank1 | Cabeça |
| ---- | ---------------- | ---- | ---------------- | ----- | ------ |
| USA  | Bob Bryan        | USA  | Mike Bryan       | 2     | 1      |
| SWE  | Robert Lindstedt | CAN  | Daniel Nestor    | 11    | 2      |
| IND  | Mahesh Bhupathi  | IND  | Rohan Bopanna    | 17    | 3      |
| AUT  | Alexander Peya   | BRA  | Bruno Soares     | 27    | 4      |
| GBR  | Colin Fleming    | GBR  | Jonathan Marray  | 46    | 5      |
| FRA  | Julien Benneteau | SRB  | Nenad Zimonjić   | 51    | 6      |
| CRO  | Ivan Dodig       | BRA  | Marcelo Melo     | 52    | 7      |
| AUS  | Paul Hanley      | POL  | Marcin Matkowski | 68    | 8      |

- 1 Rankings como em 27 de maio de 2013

### Outros participantes
As seguintes parcerias receberam convites para a chave de duplas:
- Lleyton Hewitt /  Bernard Tomic
- Jamie Murray /  John Peers

As seguintes parcerias entraram na chave de duplas como alternates:
- Thiemo de Bakker /  Igor Sijsling
- Guillermo García-López /  John-Patrick Smith
- Paul-Henri Mathieu /  Marinko Matosevic

### Desistências
Antes do torneio
- Kevin Anderson (lesão no ombro)
- Michaël Llodra (lesão no tendão do jarrete)
- Bernard Tomic (lesão no tendão do jarrete)

Durante o torneio
- Nicolas Mahut

## Campeões

### Simples
- Andy Murray venceu  Marin Čilić, 5–7, 7–5, 6–3

### Duplas
- Bob Bryan /  Mike Bryan venceram  Alexander Peya /  Bruno Soares, 4–6, 7–5, [10–3]